# Kottenbrunn
Kottenbrunn ist ein Gemeindeteil der Stadt Königsberg in Bayern im unterfränkischen Landkreis Haßberge.

## Geografie
Das Dorf liegt in etwa 25 Kilometer Entfernung nordwestlich von Bamberg auf einer Hochebene in den Haßbergen.

## Geschichte
Im Jahr 1371 wurde Kottenbrunn erstmals urkundlich erwähnt, als Hans von Sternberg seinem Schwiegervater Iring von Redwitz die Hälfte des Dorfes Kottenbrun verkaufte. Der Ort entstand aus einer Rodung vermutlich vor dem Jahr 800.
Das Dorf gehörte als Teil des sächsischen Amtes Königsberg unter anderem bis 1640 zu Sachsen-Weimar, dann folgte Sachsen-Gotha bis 1675, Sachsen-Römhild bis 1683 und dann Herzogtum Sachsen-Hildburghausen. Mit der Neuordnung der ernestinischen Herzogtümer 1826 bis zum Ende der Monarchie 1918 gehörte der Ort zum Herzogtum Sachsen-Coburg und Gotha. 1920 erfolgte die Eingliederung in das bayerische Bezirksamt Hofheim.
1837 zählte das Dorf Kottenbrunn 90 Einwohner, 1871 waren es 83, die in 15 Wohngebäuden lebten. 1925 hatte die Landgemeinde Kottenbrunn eine Fläche von 138,01 Hektar, 62 Einwohner, von denen alle evangelisch waren, und 13 Wohngebäude. Das Dorf gehörte zum Sprengel der evangelisch-lutherischen Pfarrei Dörflis, wo auch die Schule war. 1950 hatte der Ort 217 Einwohner und 25 Wohngebäude. Im Jahr 1970 zählte Kottenbrunn 63 Einwohner und 1987 57 Einwohner sowie 12 Wohngebäude.
Am 1. April 1972 wurde die Gemeinde Kottenbrunn in die Stadt Königsberg eingegliedert.

## Baudenkmäler
Die Bayerische Denkmalliste führt zwei Baudenkmäler in Kottenbrunn auf.
Siehe auch: Rathaus (Kottenbrunn)